# Iguatemi Porto Alegre
O Iguatemi Porto Alegre é um centro comercial localizado na Zona Norte da cidade de Porto Alegre.⁣⁣⁣⁣⁣⁣ Inaugurado em 1983, tornou-se o segundo shopping construído na Região Sul do país e, desde então, é um dos principais da capital gaúcha. O empreendimento passou por diversas ampliações ao longo da história. Em 2016, realizou uma grande expansão, com a adição de novas lojas, praças de alimentação, um prédio-garagem e salas de cinema.

## História
O Shopping Iguatemi Porto Alegre foi inaugurado em abril de 1983 após dois anos de construção. Foi o segundo shopping construído na Região Sul do Brasil.
Desde a fundação já passou por diversas ampliações e obras. Em 1993, o shopping ganhou sessenta novas lojas e quatro cinemas. Um ano depois, foi a praça de alimentação que aumentou suas opções gastronômicas.
Em 1997, foi construída uma área anexa que acrescentou setenta e cinco novas lojas, uma nova praça de alimentação, cinco salas de cinemas e um prédio-garagem com 1.500 vagas - o que deixou o Shopping com um total de 3.015 vagas para os consumidores. A partir de então, o Iguatemi passou a ser considerado o maior centro de compras da Região Sul do Brasil e um dos maiores da América Latina.
O shopping também passou a ser alvo de assaltos em suas joalherias e cinemas, o que gerou grandes investimentos em segurança como a instalação de câmeras de vigilância e de seguranças armados distribuídos pelo shopping.
Em agosto de 2001, com a inauguração e consequente concorrência do shopping Bourbon Shopping Country ao seu lado, o Iguatemi Porto Alegre realizou ainda novas obras como o cercamento de suas dependências e maior investimento em paisagismo. A concorrência com o cinema Arteplex contribuiu para que o Iguatemi fechasse suas 8 salas de cinema da rede Severiano Ribeiro. Em 2005, foi construído o supermercado Nacional, primeiro a funcionar 24 horas no Rio Grande do Sul.
Em dezembro de 2009 foram inauguradas 6 novas salas no Iguatemi. Em 2012 foi anunciada uma nova expansão do shopping, finalizada em 2016.

## Cinema
As 8 salas administradas pela rede Severiano Ribeiro foram fechadas gradualmente. Dividida8 em dois setores em lados extremos do shopping, a primeira secção, com 4 salas, foram fechadas em 2002 para dar lugar ao centro de saúde Moinhos de Vento. A segunda secção, com 5 modernas salas, encerrou suas atividades em 2006. Em dezembro de 2008, foram inauguradas 6 salas, consideradas, hoje, as mais modernas da capital. Administradas pela rede GNC Cinemas, contam com exibição 3D, venda de ingressos com lugar marcado, além de totens de autoatendimento espalhados pelo shopping, som Dolby e THX e exibição digital em alta definição. Estão localizadas ao lado da loja Zara, no segundo piso.[carece de fontes?]

## Galeria

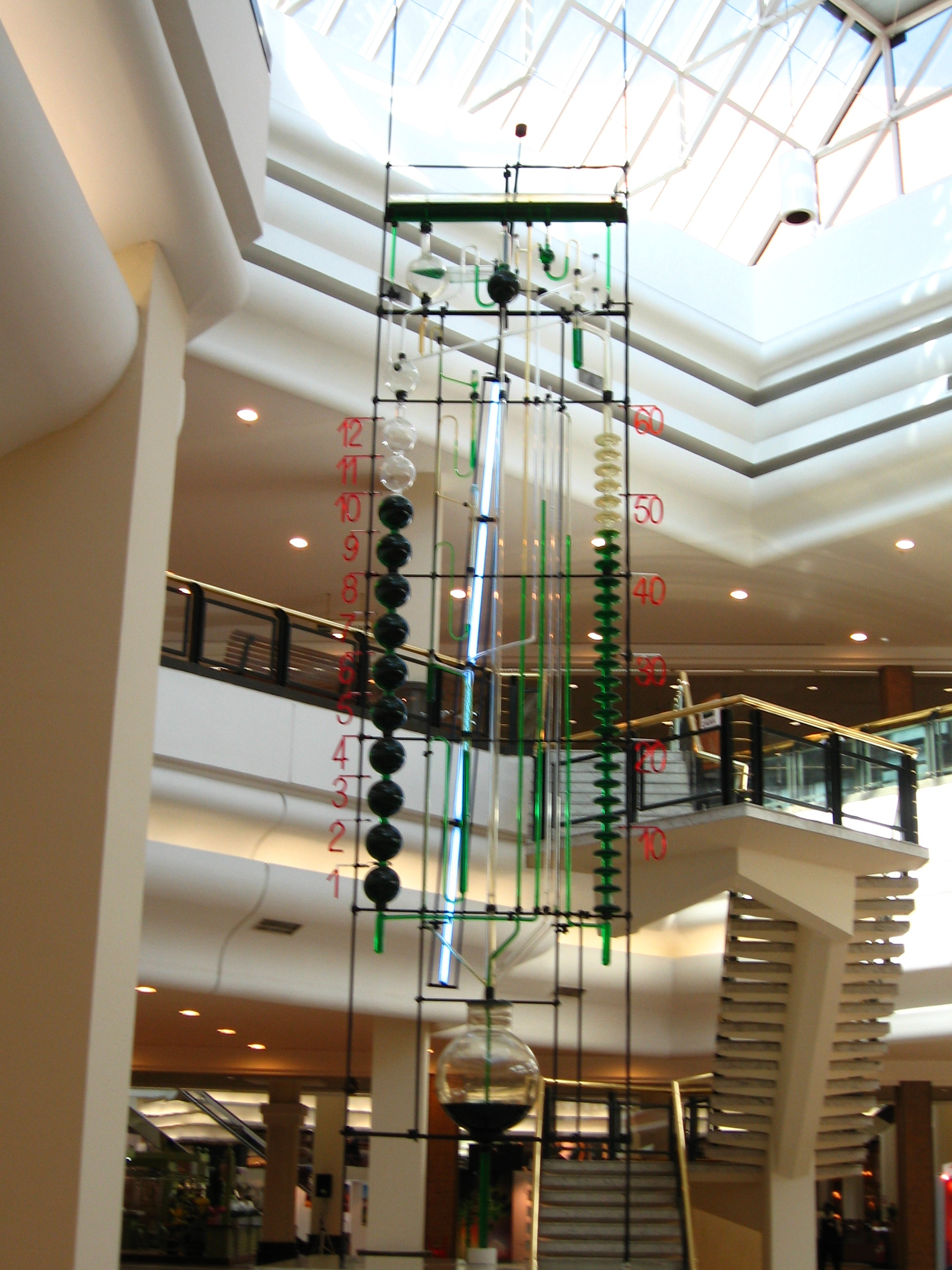
Relógio de água do Shopping Iguatemi Porto Alegre
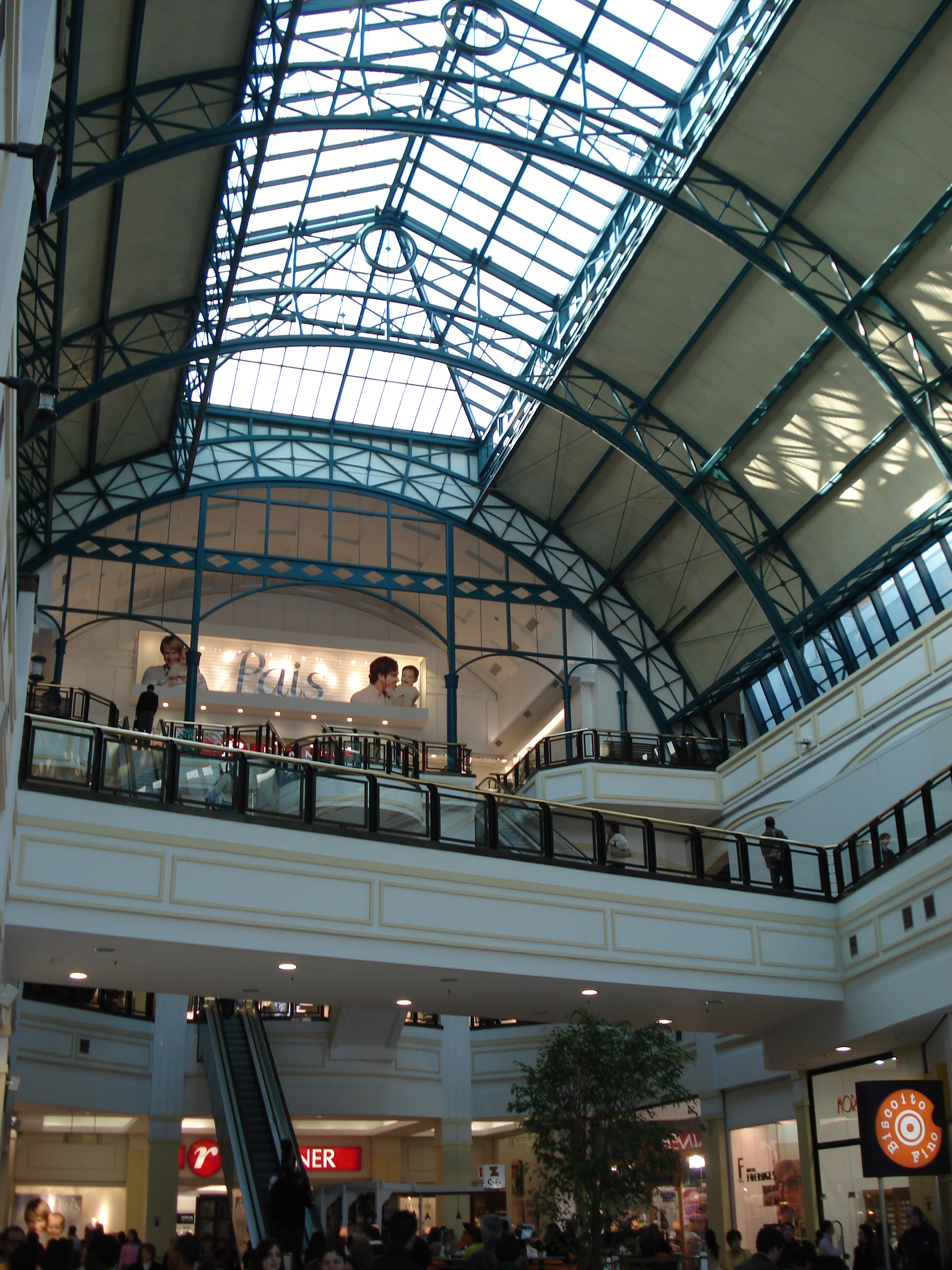
Detalhe do shopping
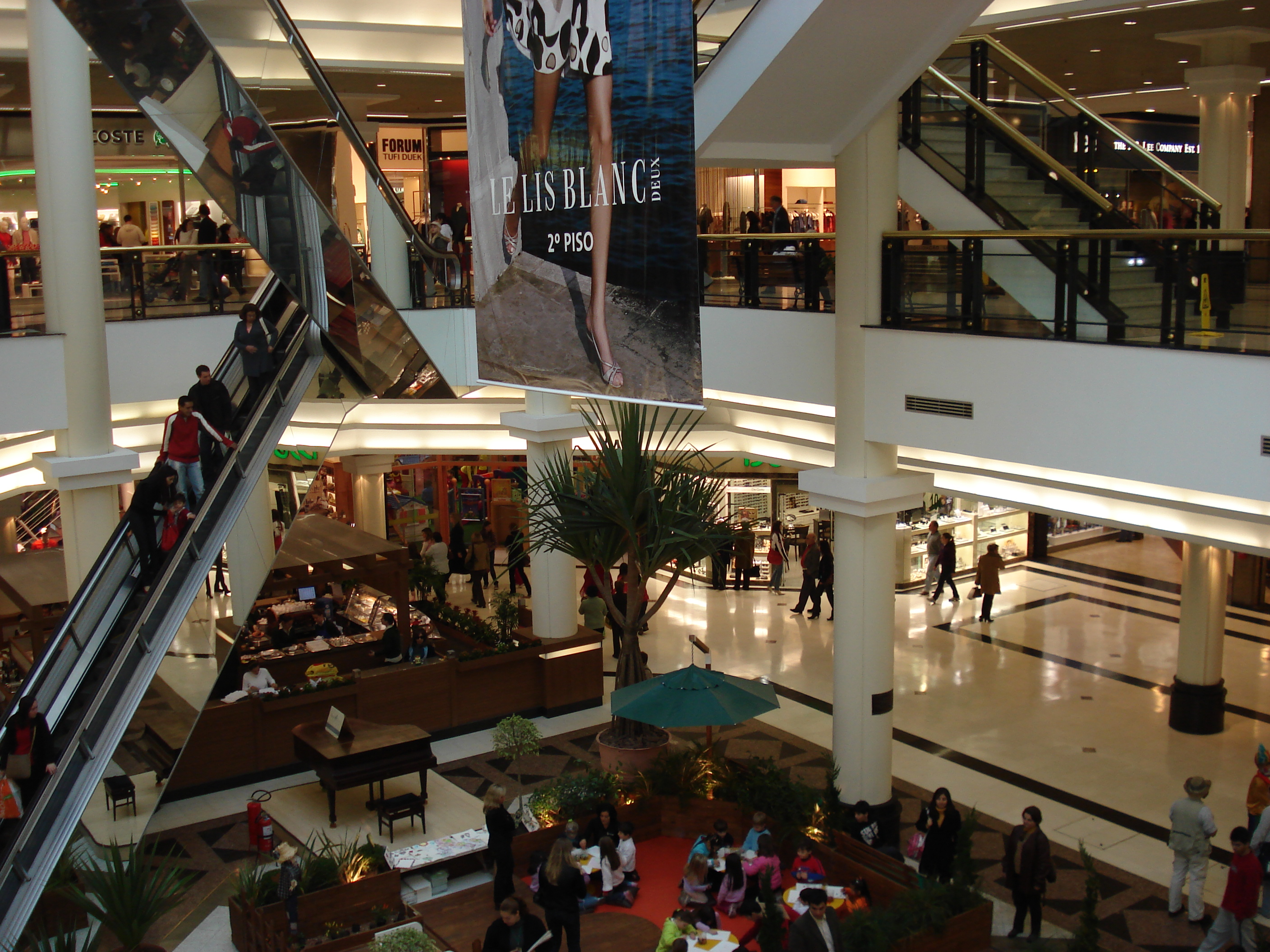
Detalhe do shopping